# Curt Wennberg
Curt Erik Simon Wennberg, född den 24 september 1910 i Karlstad, död den 27 juni 1989 i Vence, Frankrike, var en svensk civilekonom och företagsledare. Han var son till Simon Wennberg.
Wennberg blev diplomerad från Handelshögskolan i Stockholm 1931. Han var kamrer vid aktiebolaget C.J. Wennbergs mekaniska verkstad 1932–1940, vice  verkställande direktör där 1940–1944 och verkställande direktör 1944–1970. Wennberg var brittisk vicekonsul i Karlstad 1945–1947. Han blev riddare av Vasaorden 1947. Wennberg vilae på Västra kyrkogården i Karlstad.